# Wakizaka (Klan)

Wappen der Wakizaka (Wa chigai: „Versetzte Ringe“)

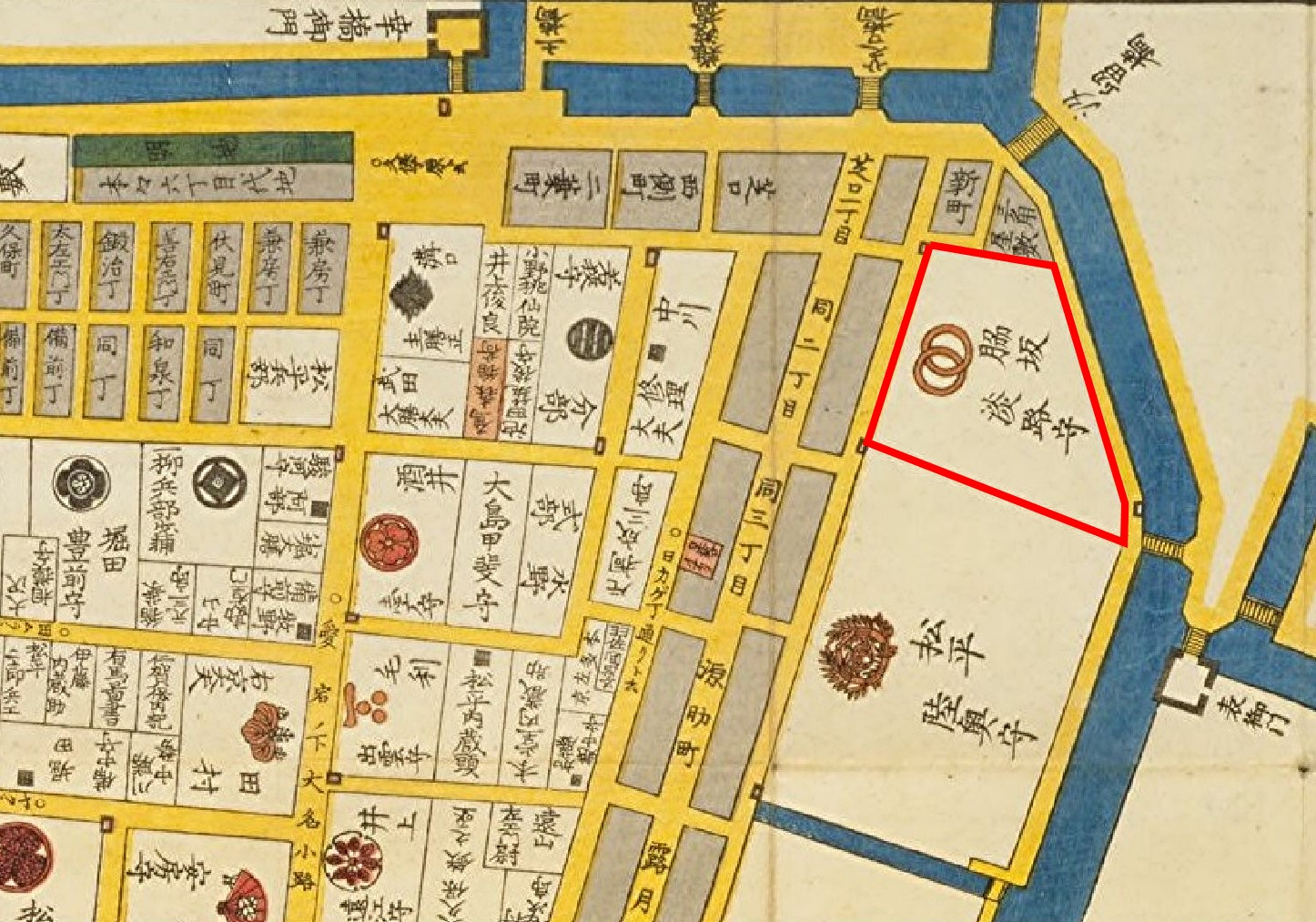
Permanente Wakizaka-Residenz in Edo

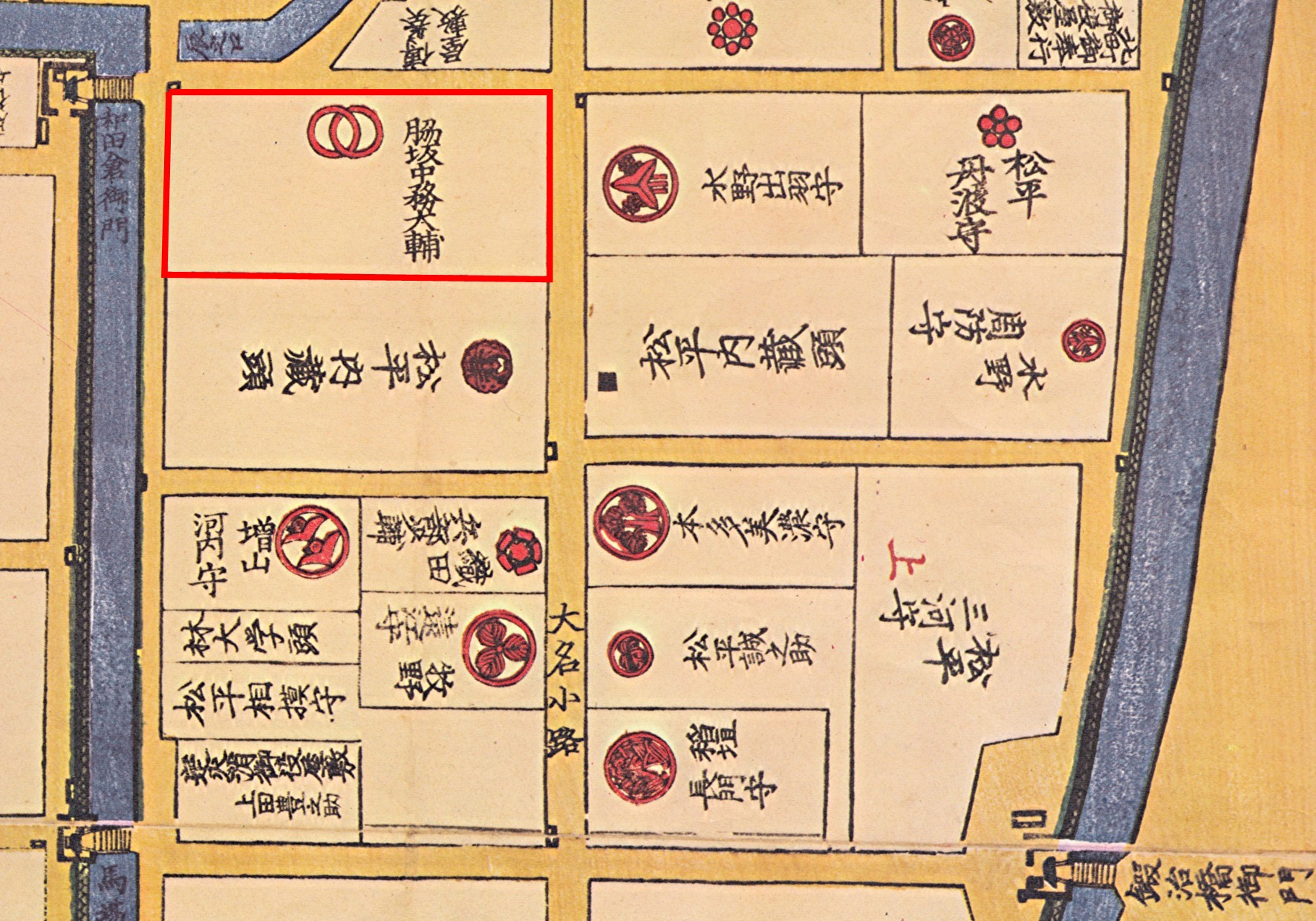
Zeitweilige Wakizaka-Residenz in Edo

Die Wakizaka (japanisch 脇坂氏, Wakizaka-shi) waren eine Familie des japanischen Schwertadels (Buke), die sich von den Fujiwara ableitete. Mit einem Einkommen von 55.000 Koku gehörten die in Tatsuno (Präfektur Hyōgo) residierenden Wakizaka zu den größeren, zuletzt Fudai-Daimyō der Edo-Zeit.

## Genealogie
- Yasuharu (安治; 1554–1626) diente Akechi Mitsuhide, dann Toyotomi Hideyoshi. 1585 erhielt der die Insel Awaji-shima als Lehen und übernahm die Burg Sumoto mit 30.000 Koku. Während des Korea-Feldzuges kommandierte er einen Teil der japanischen Flotte. Im Jahr 1600 stellte er sich unter das Kommando von Kobayakawa Hideaki in die Schlacht von Sekigahara, wechselte dann aber auf die Seite von Tokugawa Ieyasu. Er trug zum Sieg über Ishida Kazushige bei und erstürmte die Burg Sawayama. 1609 wurde er nach Ōzu (Provinz Iyo) mit 50.000 Koku versetzt, 1617 nach Iida (Shinano).
- Yasumoto (安元; 1581–1654), Yasuharus Sohn, nahm 1615 an der Belagerung von Ōsaka an Stelle seines Vaters teil, der sich geweigert hatte mit dem Hinweis, dass er einst Hideyoshi gedient habe. 1672 wurde die Familie nach Tatsuno (Harima) versetzt, wo sie bis 1868 auf der dortigen Burg residierte. Letzter Daimyō war
- Yasuaya (安斐; 1840–1908), Awaji no kami, nach 1868 Vizegraf.